# Mercedes-Benz W638
Mercedes-Benz V-klass är en MPV, tillverkad av den tyska biltillverkaren Mercedes-Benz mellan 1996 och 2003. V-klass är en mer personbilslik variant av minibussen Vito, även den med internkoden W638. Modellen tillverkades i Mercedes-Benz fabrik i Vitoria-Gasteiz i Spanien.
Versioner:
| Modell           | Årsmodell | Motor                      | Cylindervolym | Effekt     | Bränsle                 |
| ---------------- | --------- | -------------------------- | ------------- | ---------- | ----------------------- |
| V200             | 1996-2003 | M111: 4-cyl radmotor dohc  | 1998 cm³      | 129-136 hk | Bränsleinsprutning      |
| V230             | 1996-2003 | M111: 4-cyl radmotor dohc  | 2295 cm³      | 143 hk     | Bränsleinsprutning      |
| V230 Turbodiesel | 1996-1999 | OM604: 4-cyl radmotor dohc | 2299 cm³      | 98 hk      | Turbodiesel             |
| V280             | 1997-2001 | VW VR6: 6-cyl V-motor ohc  | 2792 cm³      | 174 hk     | Bränsleinsprutning      |
| V200 CDI         | 2000-03   | OM611: 4-cyl radmotor dohc | 2151 cm³      | 102 hk     | Common rail turbodiesel |
| V220 CDI         | 2000-03   | OM611: 4-cyl radmotor dohc | 2151 cm³      | 125 hk     | Common rail turbodiesel |